# Hammond (Indiana)
Hammond város az Amerikai Egyesült Államok Michigan államában, Lake megyében. Lakosainak száma 77 879 fő (2020. április 1.).

## Közlekedés
A települést érinti az Amtrak távolsági vasúti járata is, a Wolverine.

## Népesség
A település népességének változása:
| Lakosok száma | 102 000 | 80 830 | 77 879 |
|               | 1975    | 2010   | 2020   |